# Аль-Гіт
Аль-Гіт (англ. al-Hit, араб. الهيت) — поселення в Сирії, що складає невеличку друзьку общину в нохії Шакка, яка входить до складу однойменної мінтаки Шагба в південній сирійській мухафазі Ас-Сувейда.